# Ställ (dräkt)
Ställ kallas en uppsättning kläder, huvudsakligen av funktionstyp, som hör ihop som en enhet utan att utgöra ett helt plagg. En uppsättning för mer dagligt bruk på kontor eller utanför arbetet kallas i stället kostym (för män) eller dräkt (för kvinnor).
Stället liknar ofta en overall i såväl användningsområde som utseende, men är delad, normalt i form av jacka/tröja och byxor. Ställ finns till exempel i form av blåställ, motorcykelställ, skidställ och underställ.